# 1340 в Україні

## Події
- Убито галицько-волинського князя Юрія II Болеслава. Почалася війна між Польщею та Литвою за галицько-волинську спадщину.
- князь Чернігівський Дмитро Романович
- як князь Острозький вперше згадується Данило Василькович
- Любарт-Дмитро відійшов від Любарського столу, князь Луцький, Галицький, Великий князь Волинський.

## Особи

### Померли
- 7 квітня — Юрій II Болеслав, останній Галицько-Волинський князь.
- Володимир Львович — останній князь Галицько-Волинського князівства та останній король Русі з династії Романовичів. Син короля Льва ІІ Юрійовича.

## Засновані, зведені
- Воля Якубова
- Заліщики